# Mesolasiodiscus
Mesolasiodiscus es un género de foraminífero bentónico de la subfamilia Ammovolummininae, de la familia Ammovolummidae, de la superfamilia Hippocrepinoidea, del suborden Hippocrepinina y del orden Astrorhizida. Su especie tipo es Lasiodiscus tchernovoi. Su rango cronoestratigráfico abarca desde el Gzheliense medio (Carbonífero superior) hasta el Sakmariense inferior (Pérmico inferior).

## Discusión
Clasificaciones previas incluirían Mesolasiodiscus en la familia Ammodiscidae, de la superfamilia Ammodiscoidea, del suborden Textulariina y del orden Textulariida.

## Clasificación
Mesolasiodiscus incluye a las siguientes especies:
- Mesolasiodiscus alaicus †
- Mesolasiodiscus artiensis †
- Mesolasiodiscus costiferus †
- Mesolasiodiscus horridus †
- Mesolasiodiscus jablonovensis †
- Mesolasiodiscus lucidus †
- Mesolasiodiscus maximus †
- Mesolasiodiscus paracostiferus †
  - Mesolasiodiscus paracostiferus grandis †
- Mesolasiodiscus paragranifer †
- Mesolasiodiscus tchernovoi †
- Mesolasiodiscus tenuis †